# Drassanes de Gdańsk

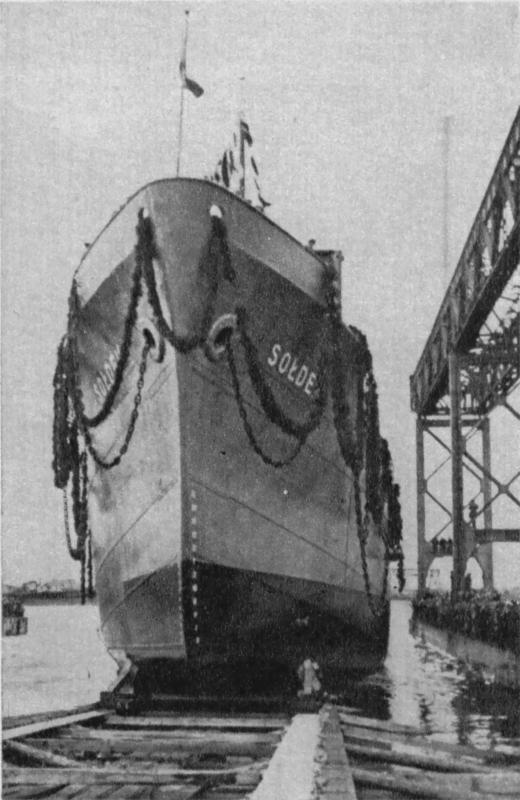
SS Sołdek, el primer vaixell construït a Polònia després de la Segona Guerra Mundial

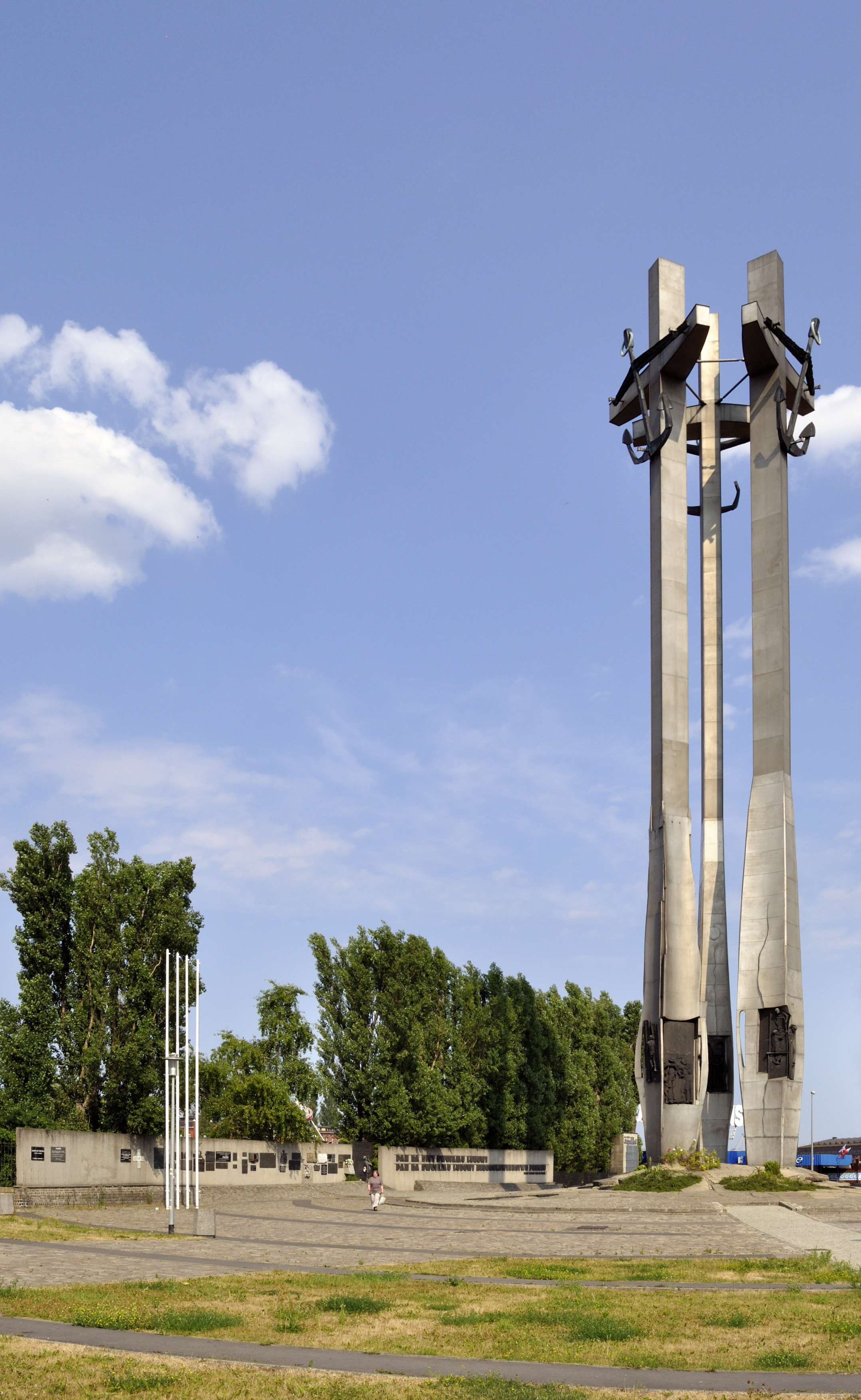
El monument als treballadors de les drassanes morts en les protestes de 1970

Les Drassanes de Gdańsk són una de les principals drassanes poloneses. Estan situades a Gdańsk, a la ribera esquerra del Martwa Wisla i a l'illa Ostrów. Van ser creades després de 1945 en els terrenys prèviament ocupats per les drassanes "Kaiserliche Werft" (fundades en 1844) i "Schichau-Werft" (fundades en 1890). Durant l'època de la República Popular de Polònia van ser conegudes com les Drassanes Lenin. El "SS Soldek", un carguer de carbó i altres minerals, va ser el primer vaixell construït a Polònia després de la Segona Guerra Mundial. Va ser el primer de 29 vaixells de tipus B30, construïts entre 1949 i 1954 a la drassana. Actualment el vaixell es conserva com a vaixell museu a Gdańsk. Les drassanes de Gdańsk va obtenir fama internacional quan hi va ser fundat el sindicat Solidaritat (Solidarność) al setembre de 1980.